# Littérature canadienne francophone hors Québec
 (octobre 2016).
Si vous disposez d'ouvrages ou d'articles de référence ou si vous connaissez des sites web de qualité traitant du thème abordé ici, merci de compléter l'article en donnant les références utiles à sa vérifiabilité et en les liant à la section « Notes et références ».
La littérature canadienne francophone hors Québec désigne l’ensemble des œuvres orales ou écrites produites par des écrivains franco-canadiens provenant d’autres provinces que le Québec ou traitant des réalités vécues par les groupes francophones en situation minoritaire au Canada.  
Selon les statuts et règlements du Regroupement des éditeurs franco-canadiens, un écrivain franco-canadien est une personne de citoyenneté canadienne ou ayant le statut de résident permanent du Canada, capable de fonctionner en français, et qui est domiciliée dans l’une des provinces ou territoires canadiens où la communauté francophone est en situation minoritaire.
Hors du Québec, les Canadiens sont anglophones dans une proportion de 95 % alors qu'au Québec, ils sont francophones dans une proportion de 80 %.

## Évolution et caractéristiques de la littérature franco-canadienne hors-Québec
Au courant des années 1960 et 1970, la littérature francophone hors-Québec agit à titre de projet identitaire en réaction à la montée du nationalisme québécois. Peu à peu, elle s'est éloignée de la thématique identitaire pour toucher des sujets universels et contemporains, en adoptant une approche postmoderne. Par exemple, la thématique de la violence dans Je me souviens de Robert Marinier ou encore la thématique de la vie de couple dans Encore de Marc Prescott. 

## Auteurs franco-canadiens notables
Une liste exhaustive et mise à jour régulièrement peut être consultée sur le site du Regroupement des éditeurs franco-canadiens (REFC). 
- France Adams
- Marguerite Andersen
- Guy Arseneault
- Ryad Assani-Razaki
- David Baudemont
- Estelle Beauchamp
- Hédi Bouraoui
- Lysette Brochu
- Diane Carmel-Léger
- Simone Chaput
- Herménégilde Chiasson
- Éric Cormier
- Gracia Couturier
- Andrée Christensen
- France Daigle
- Patrice Desbiens
- Lise Gaboury-Diallo
- Robert Dickson
- Christine Dumitriu Van Saanen
- Louis Émond
- Léonard Forest
- Hélène Harbec
- Charles Le Blanc
- Gérald Leblanc
- Didier Leclair
- Françoise Lepage
- Roger Léveillé
- David Lonergan
- Hélène Koscielniak
- Antonine Maillet
- Marguerite Maillet
- Daniel Marchildon
- Wajdi Mouawad
- Bertrand Nayet
- Louis-Philippe Ouimet
- André Paiement
- François Paré
- Pierre Raphaël Pelletier
- Laurent Poliquin
- Philippe Porée-Kurrer
- Marc Prescott
- Marguerite A. Primeau
- Jean-Philippe Raîche
- Alain Raimbault
- Aurélie Resch
- Gabrielle Roy
- Annette Saint-Pierre
- Jocelyne Saucier
- Paul Savoie
- Roméo Savoie
- Anne-Marie Sirois
- Michel A. Thérien
- Serge Patrice Thibodeau
- Rossel Vien
- Christian Violy